# 젤리피쉬 엔터테인먼트
젤리피쉬 엔터테인먼트(영어: Jellyfish Entertainment)는 프로듀서 겸 작곡가 황세준이 2007년에 설립한 대한민국의 연예 기획사이다. 본사는 서울특별시 강남구 학동로 25길 33에 위치하고 있다.
2015년 8월 4일, 젤리피쉬엔터테인먼트는 배우 매니지먼트사인 더착한엔터테인먼트를 인수합병하였다고 발표하였다. 이번 계약 체결로 젤리피쉬는 음악, 공연 등 기존의 사업 영역을 포함하여 예능, 드라마 등의 새로운 분야에서도 탄력을 받을 것으로 전망되고 있다.
2014년에 파트너십 계약을 맺은 것을 시작으로, CJ E&M과 협업하기 시작했다. 2017년 8월에 CJ E&M이 젤리피쉬의 지분 51%를 확보함에 따라 젤리피쉬는 CJ E&M 산하 레이블로 들어왔으나, 2020년 3월에 CJ ENM이 보유 중이던 젤리피쉬의 지분을 황세준에게 다시 매각하면서 CJ와의 관계를 완전히 청산했다.

## 현재 소속 연예인

### 가수
- 빅스[3] - (엔, 혁, 레오, 켄)
- 김세정 (구구단 출신)
- 베리베리 - (동헌, 호영, 민찬, 계현, 연호, 용승, 강민)
- 김다연 (Kep1er)
- 박건욱 (제로베이스원)
- EVNNE - (문정현, 박지후, 박한빈, 유승언, 이정현, 지윤서, 케이타)
- TV조선 대학가요제 TOP5 - (대상 이재엽, 금상 더티슈, 은상 펜타클, 동상 최여원, 장려상 황건우)

### 배우
- 김영주
- 박시영
- 김동규
- 류원우
- 탁이온

## 이전 소속 연예인
- 구구단 (하나, 미미, 김나영, 해빈, 소이, 샐리, 강미나)
- 조아람 - 소속 구구단 출신 전 멤버
- 강지환 - 영구 퇴출
- 견우 - 현재 레시피뮤직 소속.
- 고윤 - 현재 웰메이드예당 소속.
- 김예원 - 비케이컴퍼니로 이적
- 박정아 - 현재 연인엔터테인먼트 소속.
- 공현주 - 현재 우리들컴퍼니 소속.
- 김태윤
- 김규선 - YK미디어플러스 소속.
- 김선영 - 강용남 대표를 따라 강엔터테인먼트 소속.
- 김형중 - 현재 슈가타운 소속.
- 리사 - 현재 알앤디웍스 소속.
- 박기웅 - 강용남 대표를 따라 강엔터테인먼트 소속.
- 박예진 - 현재 사람엔터테인먼트 소속.
- 박윤하
- 박장현 - 현재 RBW 소속 브로맨스의 리더.
- 박정수
- 박정아 - 인연엔터테인먼트 소속.
- 박학기 - 현재 팝인코리아 소속.
- 박효신 - 현재 글러브 엔터테인먼트 소속.
- 백서이 - 현재 HOW 엔터테인먼트로 이적
- 브라이언 - 현재 아이디어뮤직엔터테인먼트코리아 소속 플라이 투 더 스카이의 멤버.
- 서인국 - 스토리제이컴퍼니로 이적
- 성시경 - 현재 에스케이재원 소속.
- 송이우
- 유세형
- 이석훈 - 현재 C9엔터테인먼트 소속 SG 워너비의 멤버.
- 이아린
- 이종원
- 임슬옹 (2AM) - 현재 웨이크원로 이적
- 전동석 - 현재 다인엔터테인먼트 소속.
- 정경호 - 토미상회로 이적
- 정소민 - 블러썸 엔터테인먼트로 이적
- 조혜정
- 줄리엔 강 - 사우스포엔터테인먼트로 이적
- 지율 - 과거 소속 달샤벳의 전 멤버.
- 최지나
- 라비 - 현재 그루블린 소속 빅스의 전 멤버.
- 홍빈 - 소속 빅스의 전 멤버.
- 김민규 - 현재 강엔터테인먼트 소속.
- 장혜진
- 남보라

## 연도별 배출 아티스트
| 연도 | 아티스트 | 형태 | 구성원                                                 | 데뷔연도 | 풍선색                                | 팬클럽     | 리더   |
| ---- | -------- | ---- | ------------------------------------------------------ | -------- | ------------------------------------- | ---------- | ------ |
| 2007 | 성시경   | 솔로 | 본인                                                   | 2001     | 다크 퍼플                             | 퍼플 오션  | 없음   |
| 2008 | 박학기   | 솔로 | 본인                                                   | 1989     | 없음                                  | 없음       | 없음   |
| 2008 | 박효신   | 솔로 | 본인                                                   | 1999     | 초록                                  | 소울 트리  | 없음   |
| 2009 | 김형중   | 솔로 | 본인                                                   | 1993     | 분홍                                  | 퍼펙트     | 없음   |
| 2009 | 서인국   | 솔로 | 본인                                                   | 2009     | 없음                                  | 하트라이더 | 없음   |
| 2010 | 리사     | 솔로 | 본인                                                   | 2003     | 없음                                  | 없음       | 없음   |
| 2010 | 브라이언 | 솔로 | 본인                                                   | 1999     | 하늘색                                | Fly High   | 없음   |
| 2011 | 견우     | 솔로 | 본인                                                   | 2005     | 없음                                  | 없음       | 없음   |
| 2012 | 빅스     | 그룹 | 엔, 레오, 켄, 혁                                       | 2012     | 네이비, 샤이닝 골드                   | STARLIGHT  | 엔     |
| 2012 | 이석훈   | 솔로 | 본인                                                   | 2004     | 펄 골드                               | 사랑방     | 없음   |
| 2016 | 박윤하   | 솔로 | 본인                                                   | 2016     | 없음                                  | 없음       | 없음   |
| 2016 | 혜연     | 솔로 | 본인                                                   | 2016     | 없음                                  | 없음       | 없음   |
| 2016 | 구구단   | 그룹 | 하나, 나영, 세정, 미나, 미미, 해빈, 소이, 샐리         | 2016     | 미정                                  | 단짝       | 하나   |
| 2017 | 장혜진   | 솔로 | 본인                                                   | 1991     | 없음                                  | 혜진에게로 | 없음   |
| 2019 | 베리베리 | 그룹 | 동헌, 호영, 민찬, 계현, 연호, 용승, 강민               | 2019     | 재즈베리 잼, 스프링 우드, 글리터 실버 | VERRER     | 동헌   |
| 2020 | 임슬옹   | 솔로 | 본인                                                   | 2008     | 펄 블랙                               | I AM       | 없음   |
| 2022 | 손참치   | 솔로 | 본인                                                   | 2020     | 없음                                  | 없음       | 없음   |
| 2023 | EVNNE    | 그룹 | 문정현, 박지후, 박한빈, 유승언, 이정현, 지윤서, 케이타 | 2023     | 없음                                  | 없음       | 케이타 |